# دالي جونستون
دالي جونستون هو سياسي كندي، ولد في 14 نوفمبر 1941. حزبياً، نشط في Canadian Alliance ‏. وقد انتخب عضو مجلس العموم الكندي.